# Qusay Habib
Qusay Habib (tiếng Ả Rập: قصي حبيب, sinh ngày 15 tháng 4 năm 1987 ở Qamishli, Syria) là một cầu thủ bóng đá Syria. Hiện tại anh thi đấu cho Baghdad, thi đấu ở Giải bóng đá ngoại hạng Iraq, giải đấu cao nhất ở Iraq. Anh đá ở vị trí tiền vệ, mang áo số 10 cho Baghdad và áo số 9 cho Đội tuyển bóng đá quốc gia Syria.

## Sự nghiệp câu lạc bộ
Habib khởi đầu sự nghiệp với Al-Jehad. Vào tháng 1 năm 2008, anh chuyển đến Al-Wahda. Với mùa giải 2009–10, Habib ký hợp đồng với câu lạc bộ mới lên hạng Giải bóng đá ngoại hạng Syria Al-Shorta.Anh gia nhập Baghdad vào tháng 10 năm 2013.

## Sự nghiệp quốc tế
Habib là cầu thủ ra sân thường xuyên cho Đội tuyển bóng đá quốc gia Syria kể từ năm 2010 và anh ra mắt trong trận giao hữu quốc tế ngày 14 tháng 11 năm 2010 trước Bahrain.
Huấn luyện viên Syria Valeriu Tiţa điền tên Habib vào đội hình thi đấu vòng chung kết Cúp bóng đá châu Á 2011 ở Qatar, nhưng không đưa anh vào đội hình xuất phát trong bất kì trận nào trong 3 trận của vòng bảng. Habib vào sân từ ghế dự bị ở hiệp hai trong chiến thắng trước Ả Rập Xê Út và anh thi đấu từ hiệp hai trong thất bại 1–2 trước Jordan.